# بيلفلاور (إلينوي)
بيلفلاور (بالإنجليزية: Bellflower)‏ هي منطقة سكنية تقع في الولايات المتحدة في إلينوي. يقدر عدد سكانها بـ 357 نسمة .

## الموقع الجغرافي
الموقع الجغرافي للمناطق المحيطة بهذه النقطة هو كالتالي:

## أعلام
- هاري كاسادي